# Piazza Carlo III
La Piazza Carlo III (Piazza del Reclusorio hasta 1891, cuando por decreto del comisario real Giuseppe Saredo se dedicó al rey Carlos III de Borbón) es una plaza situada entre los barrios San Carlo all'Arena y San Lorenzo de Nápoles, Italia. Situada al final de la Via Foria, la plaza constituye la puerta oriental del centro histórico de la ciudad.

## Historia

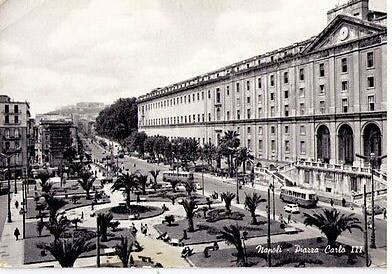
La plaza en los años 1950.

La plaza propiamente dicha nace en el siglo XIX con la urbanización de la zona y en particular la construcción del Corso Garibaldi.
En el siglo anterior el arquitecto florentino Ferdinando Fuga construyó al final de la Strada di Foria uno de los edificios más grandes del siglo XVIII: el colosal Real Albergo dei Poveri, mastodóntico palacio encargado por Carlos III de Borbón, quién tenía el deseo de convertirlo en la digna residencia de todos los pobres del reino, pero delante de este grandísimo edificio no había más que un inmenso espacio abierto, en una zona casi totalmente deshabitada hasta el cercano Borgo Sant'Antonio Abate.
Con la ampliación de la ciudad hacia el este, la plaza se convirtió enseguida en un importante nodo ferroviario: en 1913 abrió la Ferrovia Alifana que tenía en la plaza su estación terminal. Las vías del ferrocarril, que provenían de Capodichino por la actual Via Don Bosco, atravesaban la plaza por el centro y se multiplicaban en la zona suroeste, cerca de la iglesia de Sant'Antonio Abate, donde se situaba la estación.
La estación estuvo en funcionamiento hasta 1955, cuando el automóvil empezó a predominar en Nápoles, como en el resto de Italia. Atravesar la plaza constituía un obstáculo al naciente (aunque incomparable al actual) tráfico de automóviles.
En 2009, el Municipio 4 programó la remodelación del primer tramo y en octubre de 2010 empezaron las obras, que duraron hasta mayo de 2011.

## Descripción

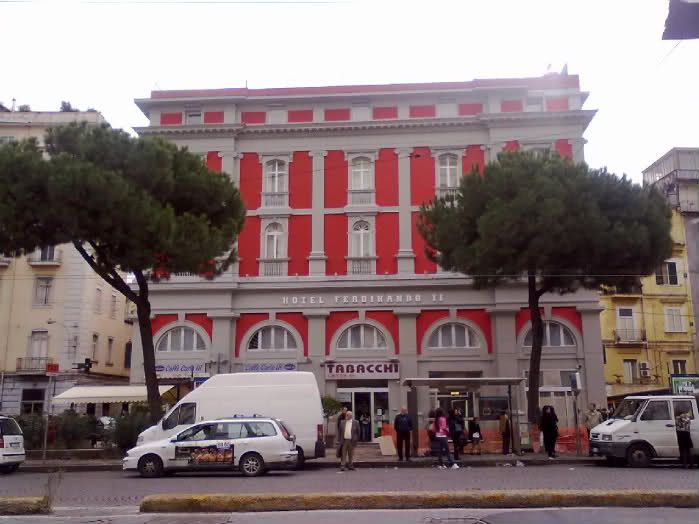
La antigua estación del Alifana.

Situada al lado del Borgo Sant'Antonio Abate, la plaza tiene una forma semicircular y en ella confluyen varias arterias importantes de la zona: Via Foria, Corso Garibaldi, Via Sant'Alfonso Maria de' Liguori, Via Sant'Antonio Abate, Via Giovanni Gussone, Via Alessio Mazzocchi y Via Don Bosco.
En el centro hay una isla con parterres cubiertos con palmeras y un vial central obtenido reutilizando las vías abandonadas del ferrocarril.
Al norte de la plaza está el monumental Albergo dei Poveri.
Todavía en la actualidad se encuentra en la plaza la antigua estación terminal de la Ferrovia Alifana, de la que se conservan solo las enseñas en las fachadas. Actualmente el edificio del Alifana alberga un hotel.